# Herman Palmgren
Johan Henrik Herman Palmgren, född 8 oktober 1865 i Forsa socken, Gävleborgs län, död 8 mars 1933 i Stockholm, var en svensk jurist.

## Biografi
Herman Palmgren var son till en organist. Efter mogenhetsexamen i Hudiksvall 1883 blev han student vid Uppsala universitet, där han blev filosofie kandidat 1886 och juris utriusque kandidat 1891. Han utnämndes till vice häradshövding 1893 och sekreterare i kammarrätten 1902. Han var sekreterare i riksdagens andra kammare 1902–1908. Palmgren utnämndes till advokatfiskal 1906 och kammarrättsråd samma år. Då regeringsrätten inrättades 1909, blev han ett av de första regeringsråden. Han tjänstgjorde som ledamot i lagrådet 1915–1916 och 1924–1926. Palmgren kvarstod som regeringsråd till sin död 1933.
Palmgren hade också uppdrag i statliga utredningar, som sakkunnig vid omarbetningen av skattelagstiftningen 1906–1909 och ordförande för dyrtidstilläggskommitterade 1918. Vid sidan av juristkarriären hade han kommunala uppdrag som ledamot av Stockholms folkskoledirektion 1910–1919 och ordförande i denna 1914–1919. År 1912 blev han ordförande för Sällskapet för folkundervisningens befrämjande och var även ordförande i centralstyrelsen för Flick- och samskoleföreningen 1911–1920. Han var ordförande i Pressens opinionsnämnd 1916–1919.